# مراقبت غیر دارویی از زخم دیابتی
مراقبت غیر دارویی از زخم دیابتی (انگلیسی: Non-pharmaceutical Care of Diabetic Wounds) مکمل درمان‌های رایج زخم پای دیابتی به‌شمار می‌رود. این روش‌ها شامل استفاده از شوینده‌ها و کرم‌های محافظ غیر دارویی است که با کاهش التهاب، حفظ رطوبت و پیشگیری از عفونت، روند ترمیم را بهبود می‌بخشند.

## زمینه بیماری
زخم دیابتی یکی از عوارض مزمن دیابت است که در نتیجه آسیب عصبی (نوروپاتی) و کاهش جریان خون در اندام‌های تحتانی ایجاد می‌شود. این زخم‌ها معمولاً دیر ترمیم می‌شوند و مستعد عفونت هستند.

## مراقبت‌های بهداشتی مکمل
در کنار درمان دارویی (آنتی‌بیوتیک، پانسمان پیشرفته)، مراقبت‌های روزانه نیز در تسریع روند بهبود بسیار مؤثر است، شامل:
- شستشوی ناحیه زخم با شامپو فاقد سولفات و pH خنثی
- استفاده از کرم محافظ پوست حاوی زینک اکساید برای جلوگیری از تماس مستقیم با آلودگی
- پرهیز از محصولات حاوی پارابن، عطر مصنوعی، الکل آزاد و دی‌اکسان

## یافته‌های بالینی
برخی پزشکان، به‌ویژه در حوزه غدد، در تجربه بالینی خود از محصولات مراقبتی کودک مانند کرم زینک اکساید، برای محافظت از زخم‌های سطحی در بیماران دیابتی بهره برده‌اند. شستشو با شامپوهای کودک فاقد ترکیبات تحریک‌کننده و استفاده از کرم پای کودک با بافت نیمه‌چرب، به حفظ رطوبت کنترل‌شده، کاهش التهاب و جلوگیری از تحریک پوستی کمک می‌کند.

## ویژگی‌های مطلوب محصولات مراقبتی زخم دیابتی
محصولاتی که در مجاورت زخم استفاده می‌شوند باید:
- دارای فرمول فاقد ترکیبات حساسیت‌زا و بافت سبک باشند
- از نظر درماتولوژیک برای پوست حساس آزمایش شده باشند (Hypoallergenic)
- دارای اثر آنتی‌سپتیک ملایم و محافظ فیزیکی (Barrier Effect) باشند
- در ترکیب آن‌ها از عصاره‌های تسکین‌دهنده مانند بابونه، آلوئه‌ورا یا کالاندولا استفاده شده باشد[۱]

## جمع‌بندی
استفاده از محصولات بهداشتی با ترکیب ملایم و محافظ، به‌ویژه در زخم‌های سطحی بیماران دیابتی، می‌تواند در کنار درمان پزشکی، بهبود روند ترمیم را تسریع کرده و از التهاب و عفونت جلوگیری کند. تحقیقات رسمی بیشتری در این زمینه مورد نیاز است، اما شواهد بالینی اولیه مثبت هستند.